# Yuseong
Yuseong est un gu (arrondissement) de la ville de Daejeon, en Corée du Sud. Cet arrondissement est célèbre pour son industrie de haute technologie, l'exposition spécialisée de 1993 ainsi que le Daedeok Innopolis.